# Asse II
Asse II (Schacht Asse II) is een diepe geologische opslagplaats voor radioactief afval in een zoutmijn in de bergketen van Asse in het district Wolfenbüttel in de Duitse deelstaat Nedersaksen. De ingang van de mijn ligt tien kilometers ten zuidoosten van de stad Wolfenbüttel.

## Geschiedenis
Asse II werd sinds 1965 gebruikt voor onderzoek. Tussen 1967 en 1978 werd er radioactief afval opgeslagen. De mijn wordt geëxploiteerd door de Duitse overheid en beheerd door het Helmholtz Zentrum te München. Het onderzoek werd stopgezet in 1995, tussen 1995 en 2004 werden de cavinates gevuld met zout. Na berichten in de media in 2008 over pekel besmet met radioactief cesium-137, plutonium en strontium beschuldigden politici de exploitant van het niet inlichten van de inspectie-instanties. Op 8 september 2008 besloten de verantwoordelijke ministers van Nedersaksen en de Duitse regering tot wijziging van de exploitant. De nieuwe exploitant, het Bundesamt für Strahlenschutz (federaal bureau voor de bescherming tegen straling), sluit de mijn volgens atoomrecht in plaats de mijnbouw-wet.

## Instabiliteit van de mijn

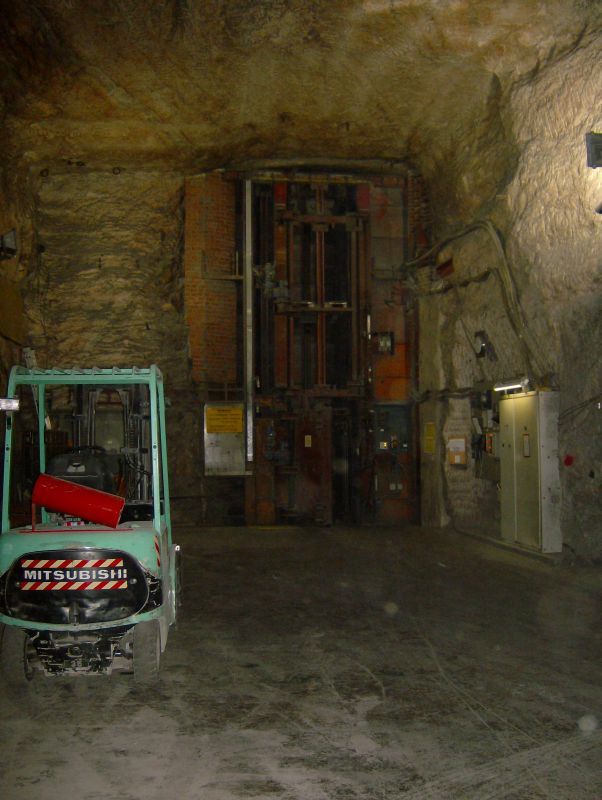
Schacht Asse II op ca. 490m diepte

In de zoutmijn worden geen kolommen en stutten gebruikt, de extra stress in de resterende zoutstructuur (het mijn-gebouw) bij het maken van de kamer wordt opgevangen in de overkoepelende massa. Plasticiteitseffecten worden in aanmerking genomen omdat zij van nature voorkomen in zoutkoepels. Aanzienlijke mechanische spanning wordt opgebouwd tussen de omliggende diapieren en de kunstmatige constructie. De overkoepelende massa in Asse II beweegt 15 cm per jaar die de sterkte van de constructie ondermijnt.
Vanwege het grote aantal tunnelconstructies en de tientallen jaren van gebruik is de vervorming in Asse II in een dusdanige staat dat het onder druk staande zout haar stabiliteit verliest: de ondersteunende constructie wordt weker door kruip, vervorming, plasticiteitseffecten en lokale fracturen door de gronddruk. Het Institut für Gebirgsmechanik (IFG) in Leipzig, die sinds 1996 over Asse II waakt voorspelde in 2007 dat vanaf 2014 een toename van het verlies van het draagvermogen resulteert in een grotere verschuiving van de overkoepelende massa. De verschuivingen kunnen leiden tot een oncontroleerbare stijging van de instroom van water en maakt het toekomstige gebruik als droge opslagplaats onmogelijk.
In 1979 werd een rapport over de stabiliteit van de mijnconstructie uitgebracht door een werkgroep onder leiding van H.H. Jürgens, het beschrijft het nu dreigende scenario van ongecontroleerde instroom uit de overkoepelende massa in de zuidelijke flank resulterende in het daaropvolgende verlies van het draagvermogen. De manager van Asse II in 1979 en zijn adviseurs noemden dit rapport "onwetenschappelijk" en verklaarden dat er geen stabiliteitsproblemen waren.

## Instromend water
Water stroomt een zoutmijn in waar de zoutbarrière in de omringende structuur is gebroken, dit komt voor wanneer de zoutbarrière beschadigd is tijdens het boren van de schacht of door plasticiteitsvervorming van het zout resulterend in scheuren in de constructie. Asse II wordt vooral bedreigd door water omdat de zoutbarrière op sommige plaatsen slechts enkele meters dik is. In de periode 1906 tot 1988 waren er 29 gedocumenteerde waterdoorbraken. Zij zijn soms met succes afgesloten, deels droog, of soms te verwaarlozen (minder dan 0,5 m3 per dag). Voor de huidige operationele veiligheid zijn ze betekenisloos.
Tussen 1988 en 2008 zijn 32 nieuwe lekpunten geregistreerd. Een deel van de oplossing wordt verklaard als zijnde afkomstig van de diapier in het zuidelijke gebied. De oplossing wordt verzameld op 658, 725, 750 m en sinds 2005 op 950 m, de instroom is op dit moment (2008) 11,8 m3 per dag. De vloeistof wordt getest op radioactiviteit en indien niveaus worden overschreden in een tankwagen gepompt en afgevoerd naar de verlaten K+S AG mijnen (Bad Salzdetfurth, Adolfsglück en Mariaglück). De pekel in Mariaglück werd eind 2008 opnieuw getest, met resultaat voor cesium-137 en tritium.
Het Duitse mineraal- en tafelwaterdecreet (Mineral-und Tafelwasserverordnung van 24.5.2004) is ingesteld op 120 milli-Bq/l, U-233 of U-235 voor drinkwater.

## Inventaris
Asse II heeft een licentie voor de definitieve opslag van gemiddeld radioactief afval (LILW-LL, Long lived/Lang levend) en laag radioactief afval (LILW-SL, Short Lived/Kort levend), gedefinieerd als afval zonder veel warmtegeneratie. Na openbare speculaties over de aanwezigheid van hoogactief radioactief afval in de put werd al het materiaal opnieuw herzien in augustus 2008:
1. 125.787 vaten met laag radioactief afval opgeslagen van 1967 tot 1978 in diverse kamers op 750 meter diepte. De containers waren meestal drums met volumes van 100 tot 400 liter of betonnen vaten. De totale activiteit op het tijdstip van de respectieve opslag bedroeg 1,8·1015 Bq. Ongeveer 50% van de containers waren afkomstig van een nucleaire opwerkingsfabriek (nu Kerntechnische Entsorgung Karlsruhe GmbH) opgezet door het voormalige Kernforschungszentrums Karlsruhe (KfK) wat overgegaan is in Karlsruher Institut für Technologie (KIT). Daarnaast komt 20% van de containers uit kerncentrales en 10% uit het voormalige Forschungszentrum Jülich. De containers bevatten gemengd en laboratoriumafval, puin, schroot, filterresiduen en verbrandingsresiduen. Vloeistoffen zoals verdamperconcentraten, slib, oliën, harsen en oplosmiddelen moest worden gebonden als vaste stoffen. Volgens een aantal voormalige werknemers werden in de vroege dagen van de opslag vaten met vloeibaar afval aanvaard[14].

1. 1293 containers met gemiddeld radioactief afval (LILW-LL) werden van 1972 tot 1977 opgeslagen in kamer 8a op 511 meter diepte. Slechts 200-liter rol vaten waren toegestaan met afval gefixeerd in beton of bitumen. De aangegeven totale activiteit op het tijdstip van de respectieve opslag bedroeg 2,8·1015 Bq. Ongeveer 97% van de lading (en dus meer dan 90% van de totale actieve inventaris van Asse II) is afkomstig van de opwerkingsfabriek in Karlsruhe. Een deel van de Karlsruhe vaten bevatten afval van de opwerkingsfabriek zelf en daarmee geproduceerde splijtstoffen. De maximum opslagcapaciteit was 200 gram U-235, 15 g U-233 en 15 g Pu-239 per vat. Deze limieten zijn niet bereikt, de maximale waarden waren 24 g U-235, 5,7 g Pu en minder dan 1 g U-233 per vat in de 511 meter opslag[15].

De opgeslagen radioactiviteit van 4,6·1015 Bq is niet de enige te evalueren waarde, het grootste deel van het radiologisch meest effectieve en langlevende alfa-straling komt voor in het laag radioactief afval. Daarmee is het laag radioactief afval van bijzonder belang voor de veiligheid op lange termijn doordat het de grootste problemen veroorzaakt.
Het gemiddeld radioactief afval bevat meestal relatief kortlevende radionucliden wat van ondergeschikt belang is voor de veiligheid op lange termijn.